# Resortera

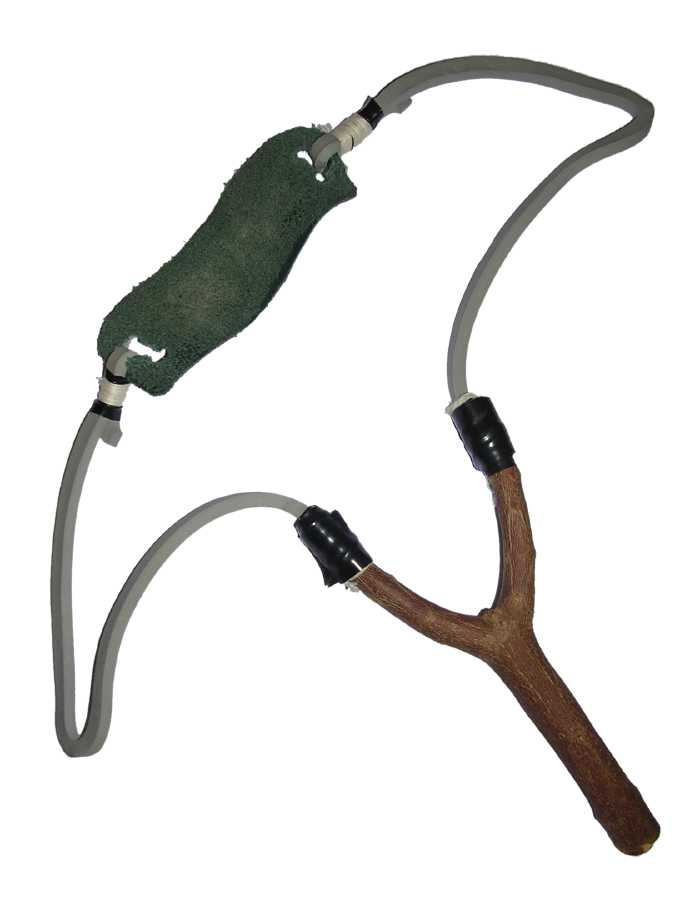
Tirachinas.

Una resortera, charpe, honda, hondera, tirachinas, tirahule, china, cauchera, gomera o balada es un arma portátil pequeña que se utiliza para lanzar proyectiles, generalmente piedras.

## Variaciones de idioma
Su nombre varía en función del país o región:
| País | Región                                           | Común | Nombre                                       |
| --- | ------------------------------------------------ | ----- | -------------------------------------------- |
| España |                                                  |       | Tirachinas* (Tirador, Tiragomas)             |
| España | Norte (la Rioja, Navarra, País Vasco, Burgos...) |       | Tirabeque                                    |
| España | Asturias                                         |       | Gomeru                                       |
| España | Canarias                                         |       | Guindadera (Estiladera)                      |
| España | Galicia                                          |       | Tiracroios                                   |
| México |                                                  |       | Resortera                                    |
| México | Norte                                            |       | Tirapiedras (Tiralilas**)                    |
| México | Centro-Sureste                                   |       | Charpe                                       |
| México | Yucatán                                          |       | Tirahule                                     |
| Cuba |                                                  |       | Tirapiedra (Tiraflecha(s), Flecha, Tiradera) |
| República Dominicana |                                                  |       | Tirapiedras (Tiralilas**)                    |
| Puerto Rico |                                                  | Honda | Tirabete (Tirapiedras, Resortera)            |
| Guatemala |                                                  | Honda |                                              |
| Honduras |                                                  | Honda |                                              |
| El Salvador |                                                  |       | Hondilla                                     |
| Nicaragua |                                                  |       | Hulera (Tiradora)                            |
| Costa Rica |                                                  |       | Flecha (Resortera)                           |
| Panamá |                                                  |       | Biombo                                       |
| Colombia |                                                  | Honda | Cauchera (Resortera)                         |
| Venezuela |                                                  | Honda | Flecha (Resortera - China, Gomera)           |
| Venezuela | Carora                                           |       | Fonda (Pepe)                                 |
| Ecuador |                                                  |       | Jebe, Palca                                  |
| Perú |                                                  | Honda |                                              |
| Perú | Norte                                            |       | Tirador                                      |
| Bolivia |                                                  | Honda | Palca                                        |
| Paraguay |                                                  |       | Hondita                                      |
| Uruguay |                                                  | Honda |                                              |
| Chile |                                                  | Honda | Resortera                                    |
| Argentina |                                                  | Honda | Hondera (Gomera), Honda                      |
| (*) El nombre tirachinas se debe a que en España "china" significa "piedra pequeña y a veces redondeada".                                       |                                                  |       |                                              |
| (**) Este nombre se debe a que la semilla del árbol de la lila es redonda y suave, lo que sirve como un proyectil ideal para jugar entre niños. |                                                  |       |                                              |

## Descripción

Resortera.

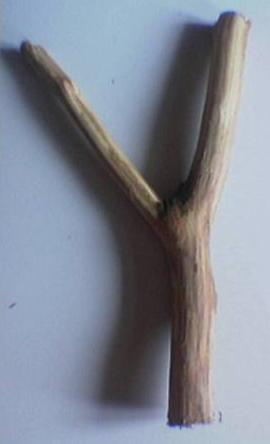
Horqueta de madera para una resortera.

El tirachinas está formado por un marco (llamado también horqueta) generalmente de madera o metal (aluminio, bronce, hierro, acero, etc) en forma de Y que dispone de dos ligas gruesas de jebe (caucho) atadas a las puntas superiores. (Generalmente Con tiras de Cámara de bici, Cordones de zapatilla, Goma de látex etc.) Las ligas sostienen una base de cuero, tela o plástico, llamada badana, donde se sitúa el proyectil a tirar.

## Uso
El tirachinas se utiliza sujetando la horqueta con una mano y extendiendo el brazo. Entonces se toma el proyectil entre los dedos índice y pulgar y apretándolo en la badana con la otra mano, se estira para situarlo a una altura cercana a la mejilla. Entonces se apunta y cuando se suelta sale el proyectil disparado hacia el objetivo.
Los tirachinas caseros han sido un juguete tradicional para niños durante buena parte del siglo XX, pues lo utilizan para cazar pájaros y otras aves pequeñas, para las cuales es un arma muy efectiva y mortal si se cuenta con buena puntería. Generalmente se lo considera un arma que no es capaz de infligir daño grave en otras personas. Sin embargo es posible fabricar tirachinas más potentes y que pueden causar daños importantes.
Si bien las primeras honda se asociaban más con jóvenes vándalos, podían ser armas de caza eficaces en manos de un usuario experto. Al disparar proyectiles, como bolas de plomo para mosquete , perdigones , cojinetes de bolas de acero , perdigones para pistolas de aire comprimido o clavos pequeños , una honda era capaz de capturar presas como codornices, faisanes, conejos, palomas y ardillas. Colocar varias bolas en la bolsa produce un efecto de escopeta (aunque no muy preciso), como disparar una docena de bolas a la vez para cazar pájaros pequeños. Con la adición de un soporte adecuado, la honda también se puede utilizar para disparar flechas , permitiendo la caza de animales de tamaño mediano a distancias cortas.
Como las ligas poco a poco se gastan y se llegan a romper con el uso, es recomendable tener siempre como accesorios para el tirachinas un buen lote de ligas de repuesto y una madeja de pabilo para atarlas y fijarlas al marco. Las ligas de caucho se conseguían frecuentemente cortando en tiras las cámaras de bicicletas o vehículos a motor, y las badanas reciclando prendas de vestir en desuso, tales como cuero de zapatos, carteras, o etiquetas de blue jeans.
Algunos juegos muy practicados con el tirachinas consistían en competir por llegar más lejos o averiguar quién tenía más tino.
El tirachinas ha evolucionado, con lo que se han fabricado combinando plástico y acero para el cuerpo, y las ligas han sido sustituidas por gomas tubulares, así mismo, se les ha incorporado un apoyo para el antebrazo, con la finalidad de conseguir más potencia y precisión en el tiro.
Existen variantes del tirachinas más sencillas, como las que consisten en un tubo de plástico o la cabeza de una botella de plástico, utilizando un globo desinflado para disparar. Estas variantes son más fáciles de hacer, disparar y de cargar, aunque son menos potentes y sólo pueden lanzar proyectiles pequeños, y son populares entre los niños.

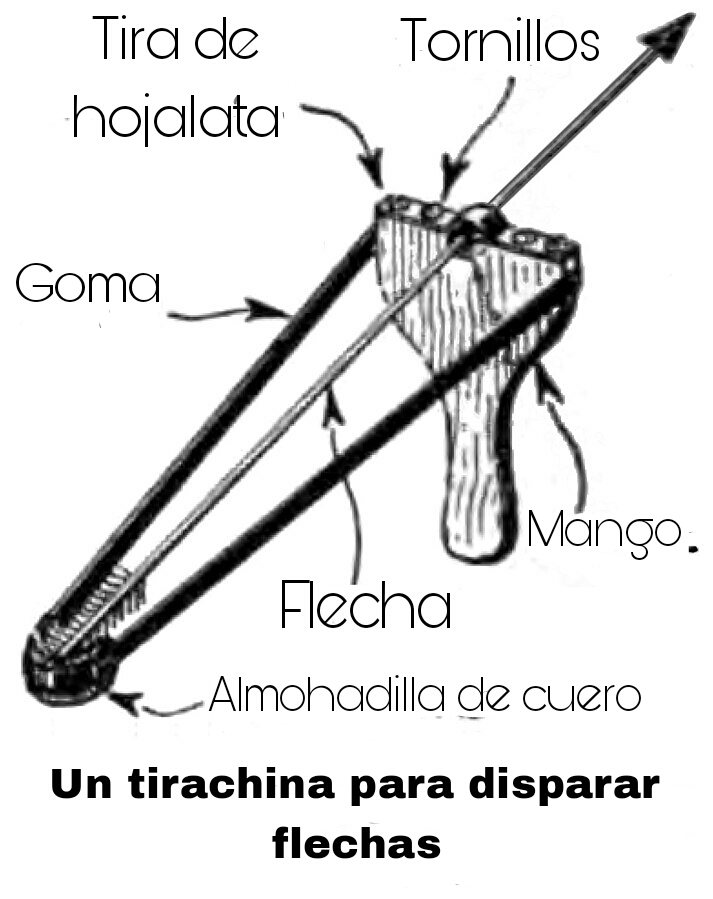
Un diagrama de 1922 que muestra la construcción de una honda que dispara flechas.
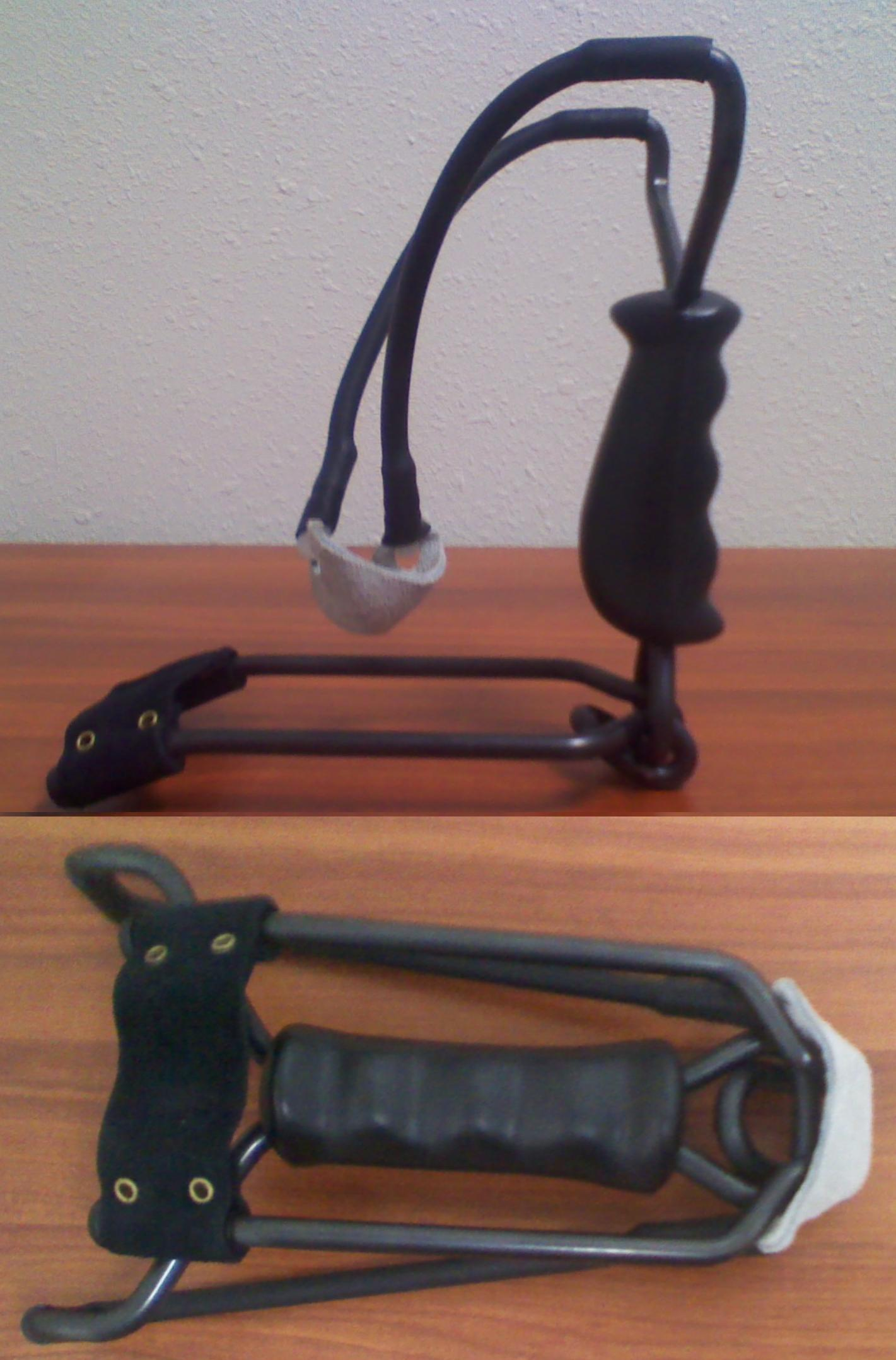
Una tirachinas plegable con estructura de acero que utiliza bandas tubulares.
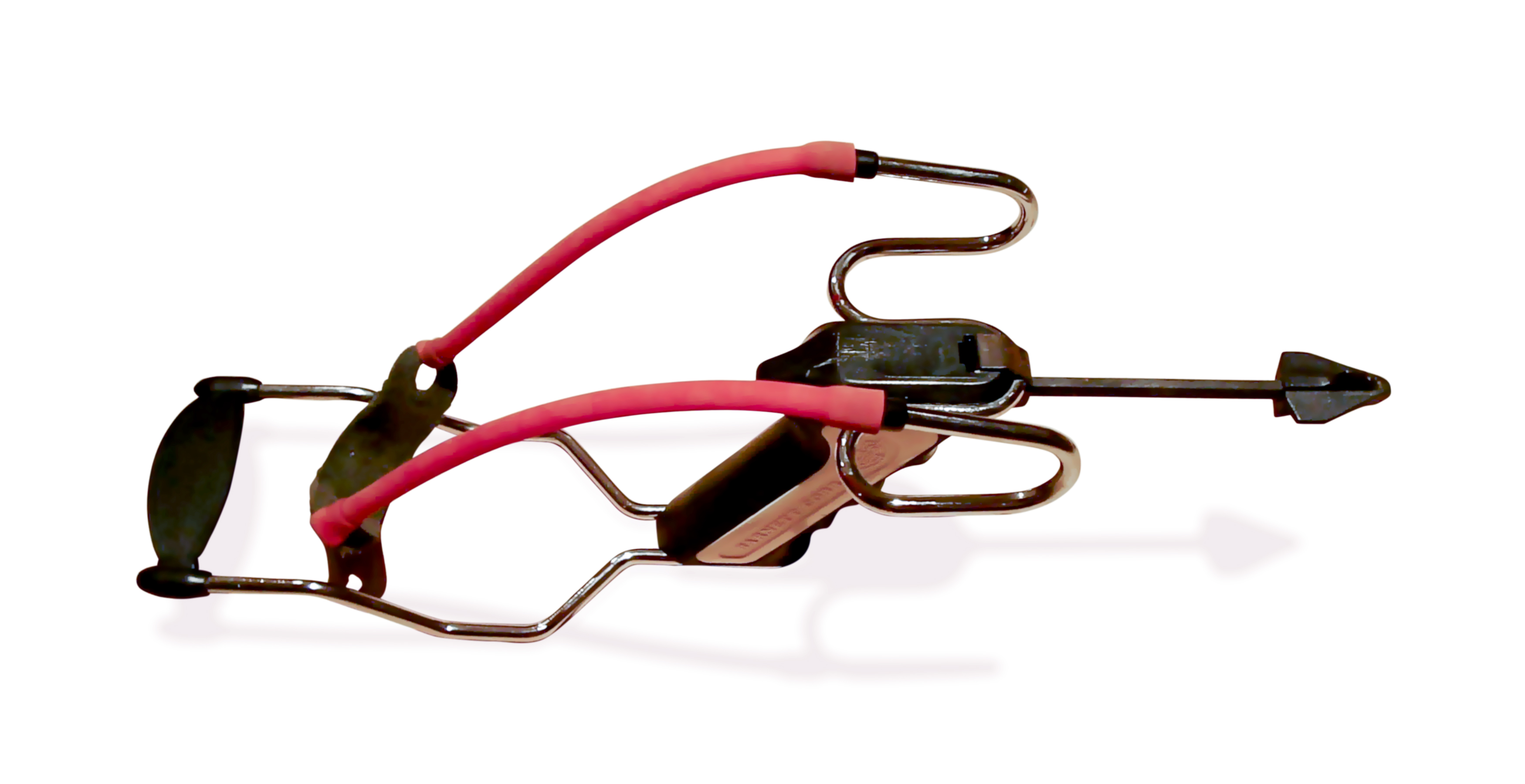
ergonómico (centro), soporte para brazo (izquierda), estabilizador y mira (derecha)

## Uso militar
Las resorteras se han utilizado como armas militares, pero principalmente por las fuerzas guerrilleras debido a los recursos y la tecnología fácilmente disponibles necesarios para construir una. Estos grupos guerrilleros incluían al Ejército Republicano Irlandés, antes de la invasión de Irak en 2003 , Saddam Hussein publicó un video de propaganda que mostraba las hondas como posible arma de la insurgencia para usar contra las fuerzas invasoras.
Los militares también han utilizado tirachinas para lanzar vehículos aéreos no tripulados (UAV). Dos miembros de la tripulación forman la horquilla, con una cuerda elástica estirada entre ellos para proporcionar energía para lanzar el pequeño avión.
En la batalla de Marawi , se observó a los soldados de los Scout Rangers de élite del ejército filipino usando hondas con granadas como mortero improvisado para atacar a las fuerzas de Maute y Abu Sayyaf. 

## Competiciones

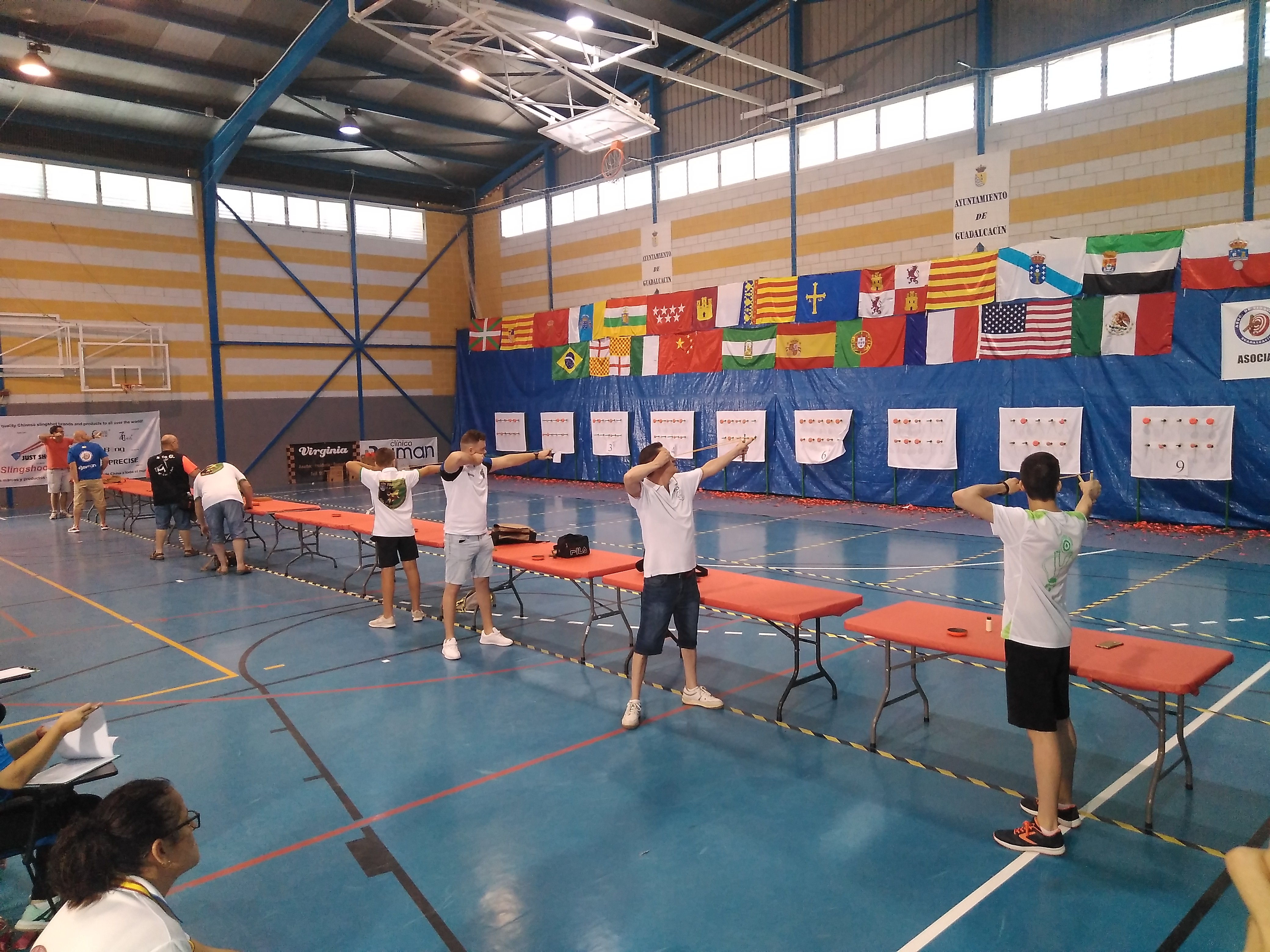
Campeonato de España

Existen asociaciones y aficionados que participan en campeonatos de tiro con esta arma en diversas categorías: precisión, rapidez, larga distancia, etc.

## Tipos de resorteras

### Resortera común

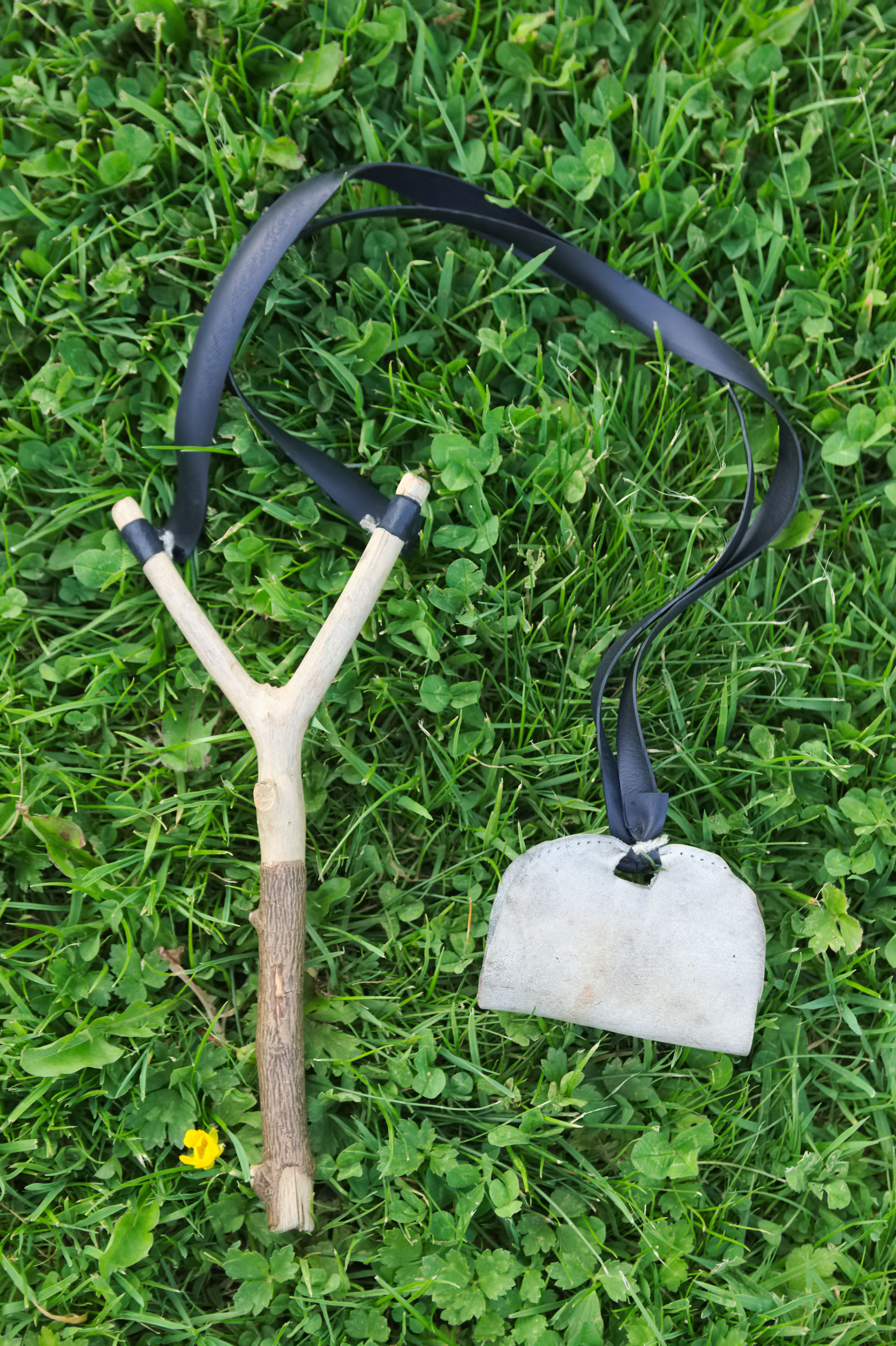
Tiracroios_-_Tirachinas_-_Slingshot_-_01

Una resortera común que emplea una horqueta de madera o metal con dos ligas elásticas sujetas a una base de cuero o tela. Generalmente está diseñada para lanzar piedras.

### Resortera plegable

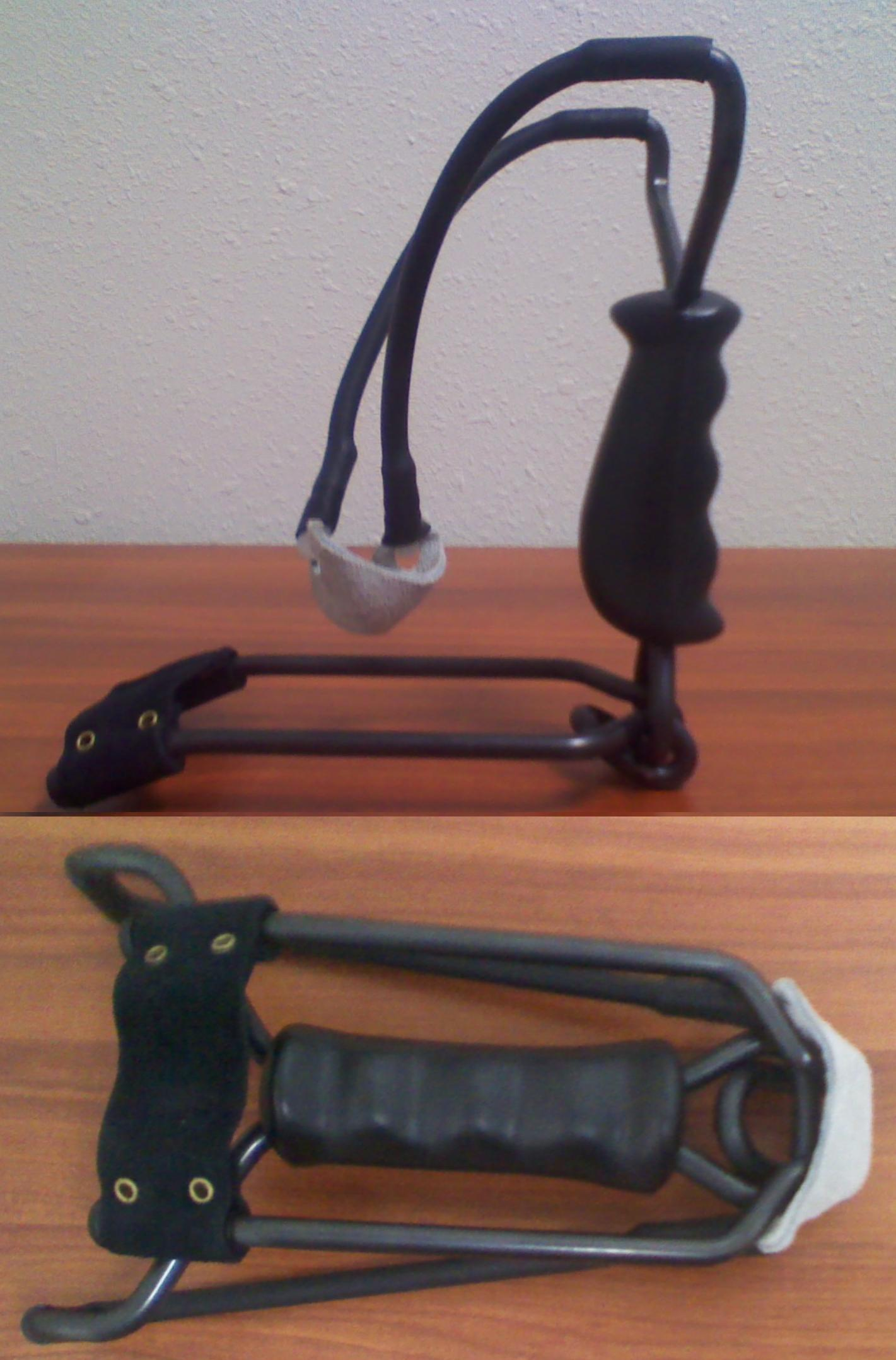
miniatura de imagen

Una resortera plegable con estructura de acero que utiliza bandas tubulares.

### Resortera lanzaflecha
Adaptada específicamente para disparar flechas, generalmente hecha con una horqueta o una rama con un corte en el medio, por donde se lanza la flecha.

### Resortera Globo

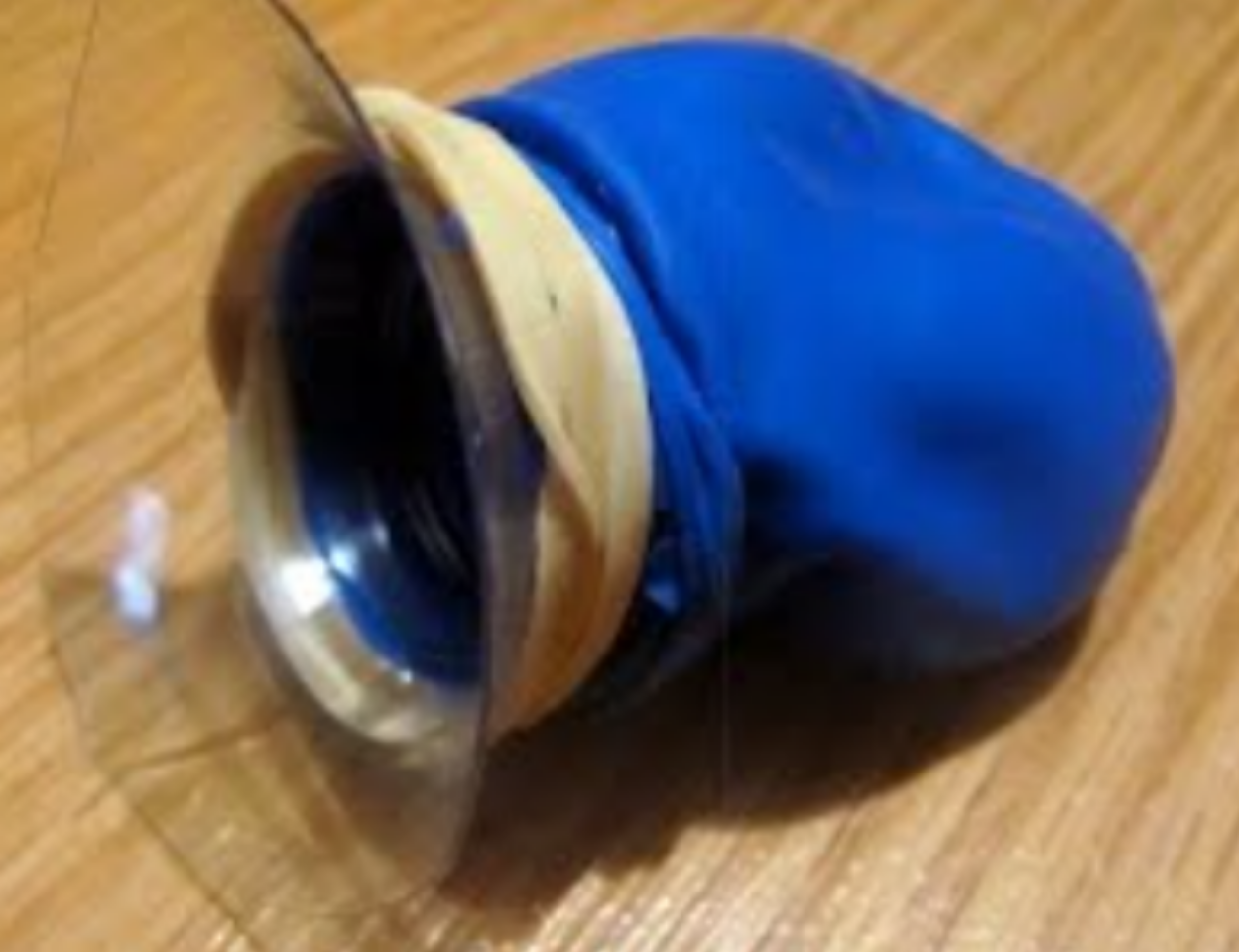
miniatura de imagen

Hecha con el pico de una botella de plástico y un globo, generalmente utilizada para disparar bolillas de papel.

### Resortera profesional

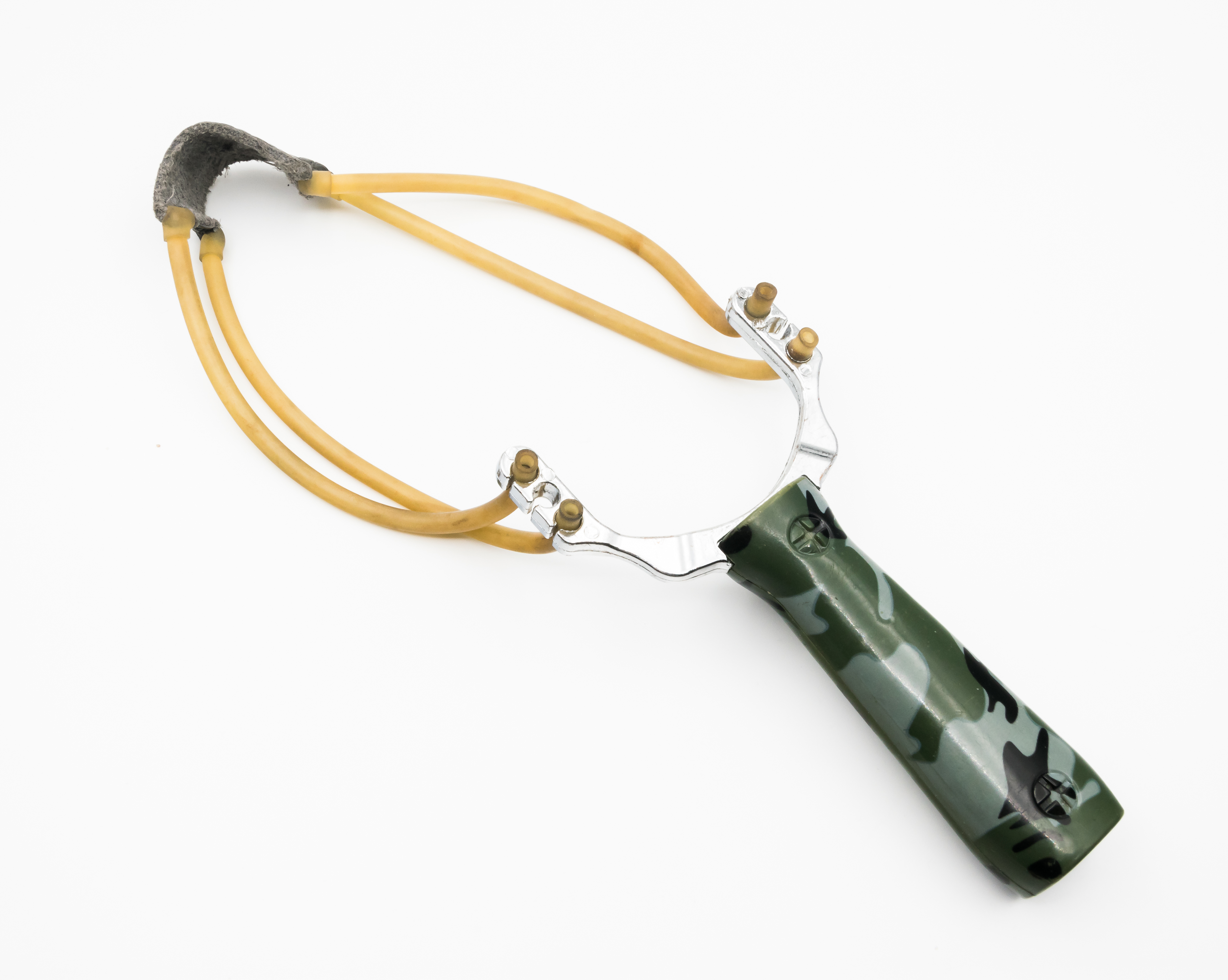

Un modelo más potente y profesional, diseñado para cazar o competir. Generalmente, lleva varias ligas (6, 8 o hasta 10), y se utiliza para disparar bolillas de metal.